# Bernard Butler
Bernard Butler (1 de maig de 1970, Stamford Hill, Londres, Anglaterra) és músic i productor musical, famós per haver format part, com a guitarrista i compositor, del grup Suede.
Bernard Butler va deixar Suede l'any 1994, just després que el segon disc de la banda isqué a la venda, a causa d'una millorable relació amb la resta de membres, una decisió de la qual es penedí posteriorment. Tanmateix, poc després va formar un nou conjunt musical amb el vocalista de soul David McAlmont, McAlmont & Butler, amb qui va traure dos singles abans de separar-se. El 2004 i després de deu anys sense parlar-se'n, es va reunir amb el seu antic company a Suede Brett Anderson amb qui formà el grup The Tears, què es troba actualment inactiu.
Ha produït un discs de The Libertines, i ha col·laborat en l'escenari amb diversos grups.

## Discografia en solitari

### Àlbums
- People Move On (1998)
- Friends & Lovers (1999)

### Singles
- de People Move On
  - "Stay"
  - "Not Alone"
  - "People Move On"
  - "A Change of Heart"
- de Friends & Lovers
  - "You Must Go On"
  - "Friends & Lovers"